# André Cloarec
Pour les articles homonymes, voir Cloarec.
André Cloarec (né le 31 juillet 1937 à Petit-Couronne et mort le 18 décembre 1998 à Saint-Ouen-du-Tilleul) est un coureur cycliste français, professionnel de 1960 à 1965.

## Biographie
André Cloarec passe professionnel en 1960 ou 1961 dans l'équipe Helyett. Bon sprinteur, il obtient plusieurs victoires sur des critériums,. En 1961, il participe au Tour de France où il réalise deux tops 10, avant d'abandonner lors de la douzième étape.

## Palmarès
- 1955
  - Champion de Normandie
  - Maillot des Jeunes
- 1956
  - Champion de Normandie indépendants
- 1957
  - Champion de Normandie du contre-la-montre par équipes
  - Paris-Rouen
  - 2e du championnat de France du contre-la-montre par équipes
- 1958
  -  Champion de France du contre-la-montre par équipes
  - Champion de Normandie du contre-la-montre par équipes
- 1959
  - Champion de Normandie indépendants
  - 2e de Paris-L'Aigle
  - 3e du championnat de France indépendants
- 1960
  - Champion de Normandie indépendants
  - Champion de Normandie du contre-la-montre par équipes
  - Maillot des As
  - Circuit du Roumois
  - Prix de la Saint-Laurent
  - 1re étape du Circuit du Morbihan
  - 2e du Grand Prix Michel-Lair
  - 2e du championnat de France du contre-la-montre par équipes
- 1962
  - 2e du Grand Prix de Monaco
  - 2e du Grand Prix de Saint-Raphaël

## Résultats sur les grands tours

### Tour de France
1 participation
- 1961 : abandon (12e étape)

### Tour d'Italie
1 participation
- 1961 : abandon